# Linda (Miguel Bosé)
Linda è il primo album di Miguel Bosé, pubblicato nel 1977 dalla CBS.

## Tracce
1. Linda (Facchinetti, Negrini, L. Gómez Escolar)
2. Mi Libertad (Mia libertà) (C. Baglioni, A. Coggio, M. Bosé)
3. Eres Todo Para Mí (You To Me Are Everything) (Ken Gold, Micky Denne, C. Toro)
4. Pequeño Amor (E Lo Sai) (S. Giacobbe, L. Malvica, M. Bosé)
5. Luna Park (D. Vaona, M. Bosé)
6. Nunca volvere a enamorarme (Never Gonna Fall In Love Again) (Eric Carmen)
7. Amiga (L. Gómez Escolar)
8. Nada De Nada (E. Sobredo)
9. Que Viva El Gran Amor (E Viva El Grande Amore) (Mogol, G. Rizzi. M. Bosé)
10. Vuelve (Ana) (Mondo) (López, Vistarini, M. Bosé)